# Borovany u Milevska

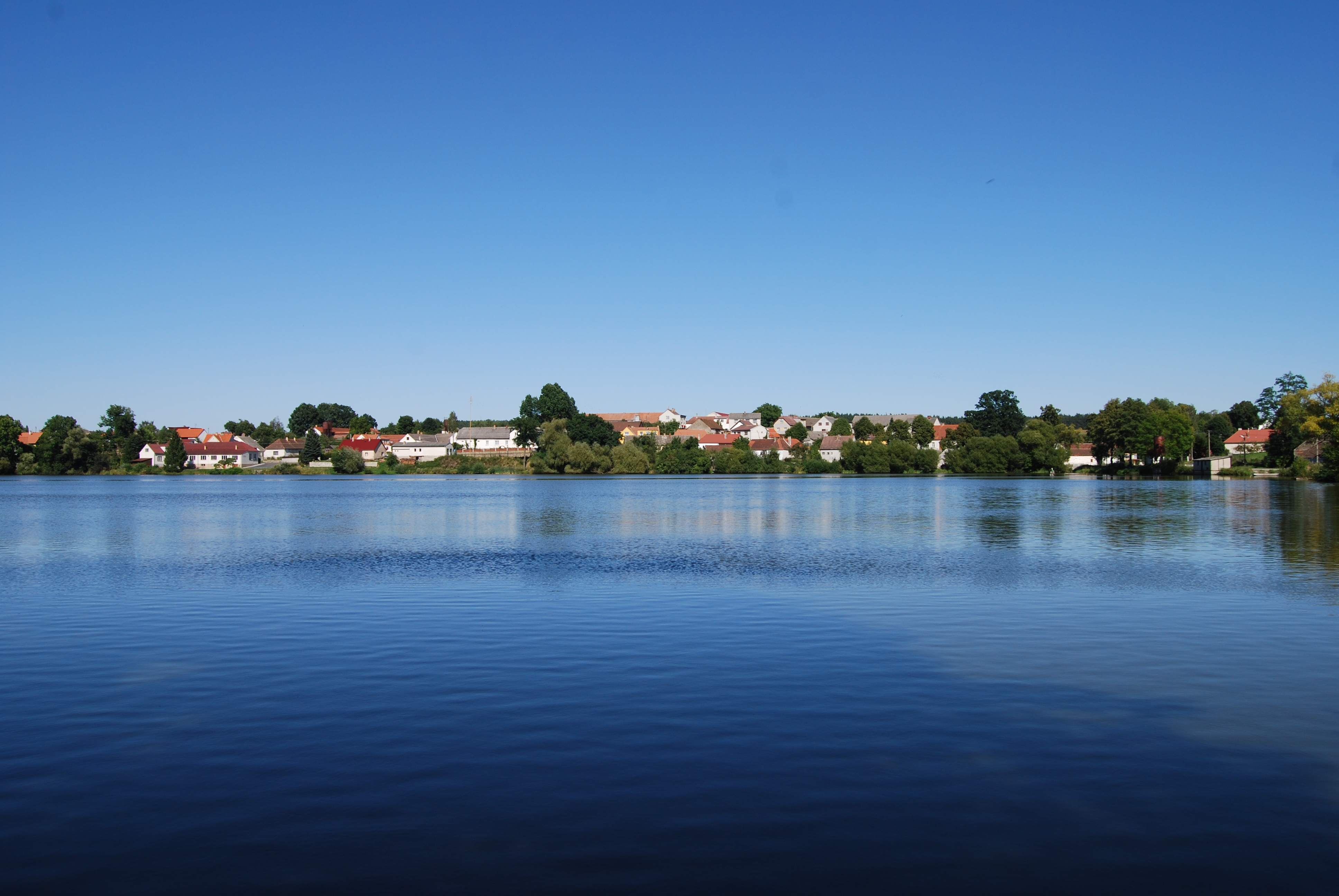
Blick über den Velký Borovanský rybník auf Borovany

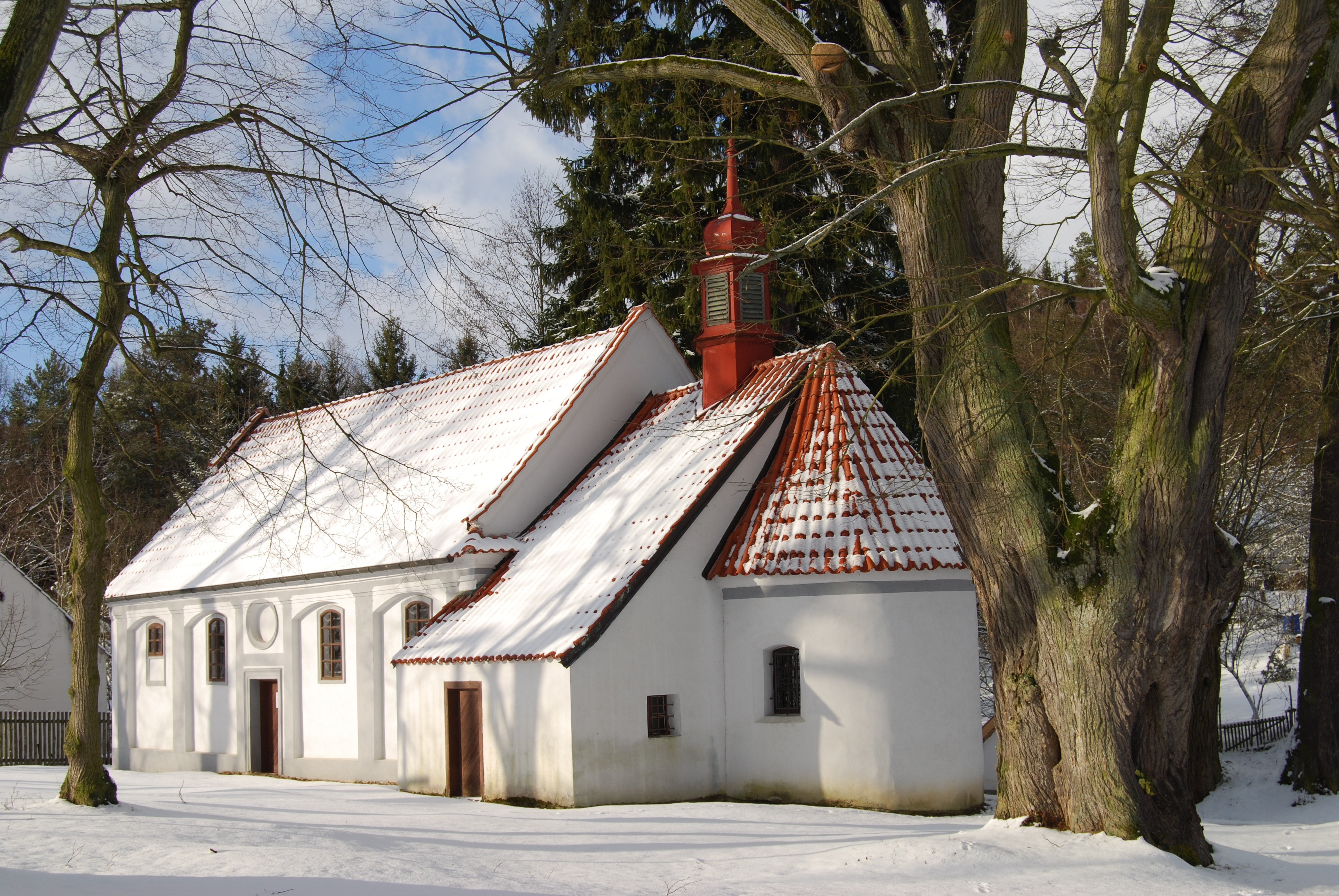
Wallfahrtskirche der hl. Rosalia

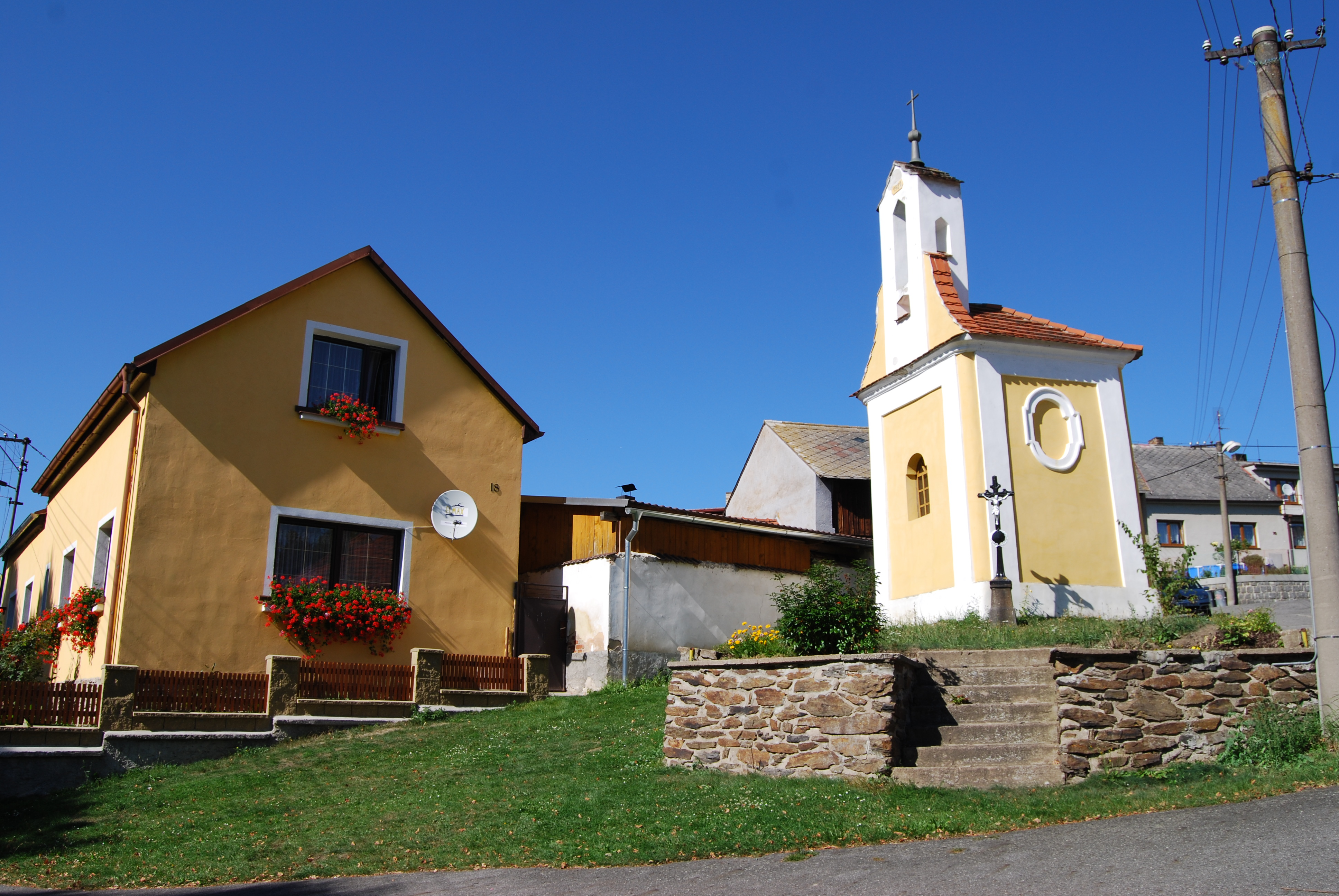
Kapelle der hll. Rosalia und Johannes von Nepomuk am Dorfplatz

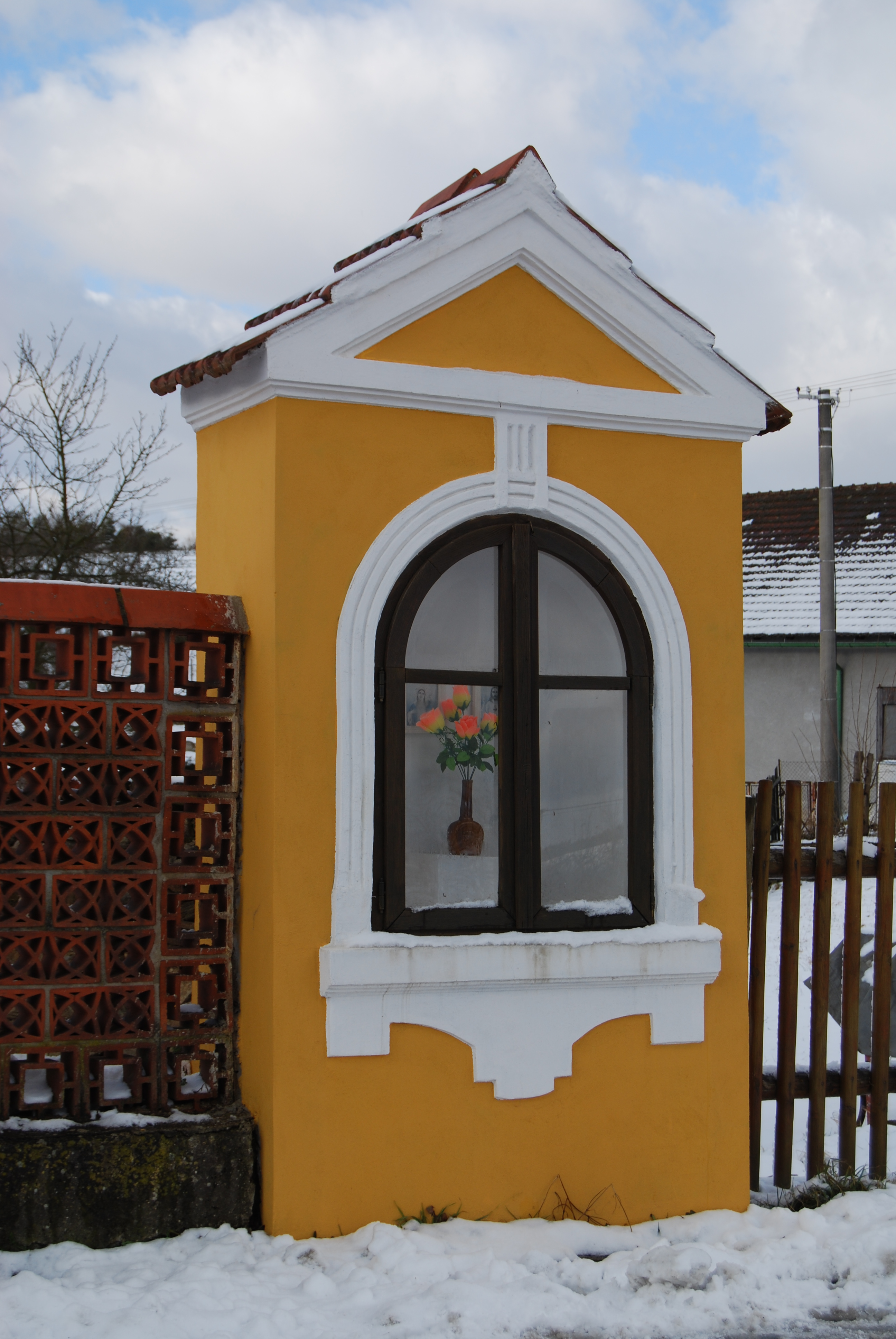
Nischenkapelle des hl. Johannes von Nepomuk am Haus Nr. 67

Borovany (deutsch Borowan) ist eine Gemeinde in Tschechien. Sie liegt acht Kilometer nordwestlich von Bechyně in Südböhmen und gehört zum Okres Písek.

## Geographie
Borovany liegt im Süden der zum Mittelböhmischen Hügelland gehörigen Milevská pahorkatina. Das Dorf erstreckt sich im Tal des Baches Bílinský potok (Borowaner Bach) am Ost- und Südufer des Teiches Velký Borovanský rybník (Großer Borowaner Teich). Gegen Südosten erstreckt sich der Naturpark Plziny, darin erhebt sich die Jahodinská (489 m). Südwestlich erhebt sich der Čepinec (500 m).
Nachbarorte sind Svatá Rozálie, Bernartice, Ovčín und Kolíšov im Norden, Zběšice im Nordosten, Rataje, Dobronice u Bechyně und Haškovcova Lhota im Osten, U Viktorů, Senožaty und Radětice im Südosten, Soví, Na Pohodnici und Nepomuk im Süden, Karlov, Nemějice und Slabčice im Südwesten, Rakov, Svatkovice und Leveč im Westen sowie Ovčín, Horní Rastory, Hrádek, Hvížďalky, Bojenice und Bilinka im Nordwesten.

## Geschichte
Beim Forsthaus Soví wurden im Jahodinská-Wald zum Ende des 19. Jahrhunderts eine größere Gruppe slawischer Hügelgräber entdeckt. Der Archäologe Josef Ladislav Píč gab 1903 ihre Anzahl mit etwa hundert an, davon sind heute noch 40 erhalten.
Die erste schriftliche Erwähnung des Dorfes erfolgte 1219 als Vladikensitz. Es wird angenommen, dass Borovany ursprünglich zum Gut Bernartice gehört hat. Im Jahre 1399 erbten nach dem Tode des Kunrát von Bernartice dessen beide Söhne Buzek und Peter von Borovany den Besitz. Zu ihrer Zeit entstand wahrscheinlich eine zweite starke Feste bei Borovany. Die Festen standen beiderseits des Teiches Hrádek, der sich früher im Bereich der Einmündung des Borovanský potok in den Velký Borovanský rybník befunden hat. Nach den Hussitenkriegen war Borovany geteilt; Besitzer des Hofes war Mikuláš Krchleby auf Bernartice, das Dorf gehörte den Podolský von Podoly. Wenig später erwarb Johann Bechinie von Lazan sowohl Bernartice als auch Podoly. Bei der Erbteilung zwischen seinen drei Söhnen, erhielt Burian Bechinie von Lazan 1477 die Herrschaft Bechin. Dabei wurden als Zubehör u. a. die wüste Feste Podolí mit einem Vorwerk, dem Dorf und einer Mühle bei Podolí, die Dörfer Rakov und Borovany, das wüste Dorf Lhota, die Hälfte des Städtchens Bernartice mit dem Kirchpatronat sowie dem Vorwerkshof Rataje erwähnt. Burian kaufte im selben Jahre die andere Hälfte von Bernartice auf und schloss die Güter Bernartice und Borovany wieder zusammen. Zum Ende des 15. Jahrhunderts wurde Borovany erneut von Bernartice abgetrennt und zu einem landtäfligen Gut. Der Besitzer des Gutes, Adam Bechinie von Lazan, ließ in der Mitte des 16. Jahrhunderts in Borovany eine dritte Feste erbauen. Zu Beginn des Dreißigjährigen Krieges wurde das Dorf 1620 von Truppen überfallen; im Gedenkbuch der Bernarticer Kirche findet sich eine Nachricht, dass sämtliche Bauern von Borovany ermordet wurden, als sie sich dem Militär bewaffnet entgegenstellten. Adams Enkel, Ulrich Andreas Bechinie von Lazan verkaufte das Gut Borovany mit dem Hof, Brauerei, Mühle, Schäferei, Kalkofen, einer Hälfte von Bernartice einschließlich zwei Kretschen, dem Dorf Rakov sowie dem Vorwerkshof in Podolí 1623 für 14.000 Schock Meißnische Groschen an das Prager Jesuiten-Collegium zu St. Clemens. 1657 wurde Borovany in der berní rula als fast gänzlich wüst und verdorben bezeichnet. Im Hof, der Mühle und den sechs Chaluppen lebten insgesamt 41 Personen. Nachdem die Jesuiten 1669 auch das Gut Wopařan erworben hatten, wurden beide Güter vereinigt. In der Mitte des 18. Jahrhunderts bestand Borovany aus fünf Bauernwirtschaften, zwei Kleinbauern und vier Chalupnern. Nach dem Jesuitenverbot von 1773 wurden die Güter des Clementinums von der Hofkammer zugunsten des Studienfonds eingezogen. Im Jahre 1825 erwarb Karl Fürst von Paar das Gut Wopařan und Bernarditz im Zuge einer öffentlichen Versteigerung. Im Jahre 1840 bestand Borowan/Borowany aus 43 Häusern mit 364 Einwohnern. Im Dorf bestanden ein Wirtshaus und eine zweigängige Mühle. Abseitig lagen die aufgehobene St.-Rosalien-Kapelle mit zwei einschichtigen Chaluppen sowie die aus drei Kleinhäusern bestehende Einschicht Hwizdalka. Pfarr- und Schulort war Bernarditz. Bis zur Mitte des 19. Jahrhunderts blieb Borowan immer der Allodialherrschaft Wopořan und Bernaditz untertänig.
Nach der Aufhebung der Patrimonialherrschaften bildete Borovany/Borowan ab 1850 einen Ortsteil der Gemeinde Svatkovice /Swatkowitz in der Bezirkshauptmannschaft Milevsko/Mühlhausen und dem Gerichtsbezirk Bechyně/Bechin.
Nachdem 1867 das Gut mit der alten Feste niedergebrannt war, erfolgte dessen Abriss. Dabei wurde ein eingemauertes menschliches Skelett aufgefunden. Untersuchungen ergaben, dass es sich dabei um die Gebeine eines jungen Mädchens handelte, das beim Bau der Feste im Fundament eingemauert worden war, um diese nach mittelalterlichem Aberglauben uneinnehmbar zu machen. Zum 17. Jänner 1874 löste sich Borovany, wie auch Rakov, von Svatkovice los und bildeten eigene Gemeinden. 1881 wurde auf dem Dorfplatz eine eigene einklassige Schule eingeweiht, die zu Beginn des Jahres 1885 den zweiklassigen Unterricht aufnahm. Die Freiwillige Feuerwehr bildete sich 1895. Im Jahre 1930 bestand Borovany aus 81 Häusern und hatte 425 Einwohner, die vornehmlich vom Ackerbau lebten. 1926 eröffnete ein drittes Wirtshaus. Seit 1960 gehört die Gemeinde zum Okres Písek. Am 1. Jänner 1976 erfolgte die Eingemeindung nach Bernartice. Nach einem Referendum löste sich Borovany zum 24. November 1990 wieder von Bernartice los und bildete eine eigene Gemeinde. Am 20. Juni 2008 besuchte der Astronaut Eugene Cernan das Dorf, aus dem die Eltern seiner Mutter Rozálie Cihlářová stammten. Seit 2009 führt Borovany ein Wappen und Banner.

## Gemeindegliederung
Für die Gemeinde Borovany sind keine Ortsteile ausgewiesen. Zu Borovany gehören die Einschichten Hrádek, Hvížďalky und Svatá Rozálie.

## Sehenswürdigkeiten
- Wallfahrtskirche der hl. Rosalia, nördlich des Dorfes in einem Tal im Wald Mladý, in den Jahren 1681–1682 entstand auf Initiative des Jesuitenpaters Johann Wald bei dem Pestfriedhof aus dem Jahre 1680 eine kleine Kapelle. Diese wurde 1719 erweitert und erhielt ihre heutige Gestalt beim Umbau von 1783. Neben der Kirche befindet sich eine angeblich heilkräftige Quelle.
- Barocke Kapelle der hl. Rosalia und Johannes von Nepomuk am Dorfplatz, errichtet im 18. Jahrhundert
- Nischenkapelle des hl. Johannes von Nepomuk am Haus Nr. 67
- Nischenkapelle Jungfrau Maria von Lourdes am Haus Nr. 63
- Ehemalige Festen
  - die Feste im Dorf befand sich anstelle des Gehöftes Nr. 29 auf der Anhöhe über dem Teich und wurde in der Mitte des 16. Jahrhunderts für Adam Bechinie von Lazan erbaut. Bei ihrem Abbruch wurde 1867 ein eingemauertes Mädchenskelett aufgefunden.
  - Feste Hrádek auf einem Felssporn westlich der Kirche St. Rosalia, sie war mit 15 × 6 m die kleinere der beiden alten Festen und entstand zwischen dem 13. und 14. Jahrhundert. Sie war durch einen Teich, tiefen Graben und Wall gesichert. Im 16. Jahrhundert war ihr Platz bereits mit Wald bestanden, Ausgrabungen an dem Hügel ergaben, dass sie abgebrannt ist.
  - Feste bei der Einöde Hrádecký, sie stand am gegenüberliegenden Ufer des ehemaligen Teiches Hrádek. Nach Westen war sie durch einen kleinen Teich, an den anderen Seiten durch einen tiefen breiten Graben und befestigten Palisadenzaun geschützt. Ihre Abmessungen waren 25 × 15 m, außerdem besaß sie einen Turm.